# Jeremih (album)
2009. június 30-án jelent meg az amerikai énekes Jeremih első, debütáló albuma, a 'Jeremih'.

## Háttér
Mick Schultz producerrel dolgozott együtt albumán. A dalok mindegyikét közösen írták és együtt vették fel.

## Fogadtatása
A kritikusokat megosztotta az album. Sokan Kanye West 808 & Heartbreak albumához hasonlították, mint utánzatot. Mások viszont biztos sikert jósoltak a felvételeknek.
Jeremih-t választották 2009 augusztusában a Chicagoi Iskolák Szövetségének egyik kampányarcává. A kampány célja, hogy a fiatalokkal megszerettessék az iskolát és a tanulást. Közösségi aktivisták azonban felháborodásukat nyilvánították ki a szövetség döntése ellen. Szerintük az énekes dalai a tinédzsereket és a fiatalabbakat a szexre ösztönzi.
A kampányvezetők megvédték az énekest, annak zenei sikereire és szólásszabadságára vonatkozva.

## Dallista
1. "That Body" – 3:54
2. "Birthday Sex" – 3:47
3. "Break Up to Make Up" – 3:47
4. "Runway" – 4:04
5. "Raindrops" – 4:33
6. "Starting All Over" – 4:38
7. "Imma’ Star (Everywhere We Are)" – 4:21
8. "Jumpin'" – 3:19
9. "Hatin' on Me" – 3:28
10. "My Sunshine" – 4:18
11. "My Ride" – 3:40
12. "Buh' Bye" – 4:09
13. "Birthday Sex (Up-tempo)" (bónusz szám) – 3:57